# Giải phê bình điện ảnh Nhật Bản
Giải phê bình điện ảnh Nhật Bản (日本映画批評家大賞 Nihon Eiga Hihyōka Taishō, Anh ngữ: Japan Movie Critics Award) là một giải thưởng điện ảnh của Nhật Bản, được tổ chức bởi Tổ chức Giải thưởng phê bình phim Nhật Bản.

## Tổng quan
Sau Giải thưởng của Hiệp hội phê bình phim New York, của Hiệp hội phê bình phim Los Angeles và của Hiệp hội phê bình phim quốc gia, Giải phê bình điện ảnh Nhật Bản là một giải thưởng điện ảnh mà trong đó, chỉ có các nhà phê bình phim đóng vai trò uỷ ban hội đồng tuyển chọn với mục tiêu nhằm khuyến khích ngành công nghiệp điện ảnh.
Giải thưởng được sáng lập bởi Mizuno Haruo (ja水野 晴郎), nhờ có đề xuất tích cực từ các nhà phê bình phim hàng đầu lúc đó, chẳng hạn như Yodogawa Nagaharu (ja淀川 長治), Komori Kazuko (ja小森 和子). Sau khi Mizuno Haruo tạ thế, "Giải thưởng vinh quang vàng", giải thưởng dành cho dành cho những người có thành tích lớn trong thế giới điện ảnh và sân khấu, đã được đặt cho một phụ danh là "Giải thưởng Mizuno Haruo". Ngoài ra còn có "Giải thưởng kim cương" cũng được đặt phụ danh "Giải thưởng Yodogawa Nagaharu".
Nishida Kazuaki (ja西田 和昭), người từng là đạo diễn đại diện tại lần trao giải thứ 26 (2016) được tổ chức vào năm 2017, đã rời khỏi hoạt động quản lý. Năm thứ 27 (2017), sau khi hệ thống quản lý được đổi mới, lễ trao giải đã bị hủy bỏ do chỉ có một địa điểm nhỏ được sử dụng để tổ chức lễ trao giải (một chiếc cúp được trao cho mỗi người giành giải). Giải thưởng đã phải đối mặt trước nguy cơ bị huỷ bỏ, nhưng trang web chính thức của giải đã được làm mới vào ngày 14 tháng 5 năm 2018 kéo theo đó là sự kiện giải thưởng lần thứ 28 (2018) được công bố. Ngoài ra, chương trình trao giải lần thứ 29 (2019) cũng đã hủy bỏ lễ trao giải vì lý do ngăn ngừa lây nhiễm virus corona mới, và chỉ có cúp cùng chứng nhận giải thưởng được gửi qua đường bưu điện.
Phương châm trao giải là "một giải thưởng độc nhất do các nhà phê bình phim bình chọn chỉ bằng con mắt của những nhà phê bình". Do đó, so với các giải thưởng điện ảnh khác tại Nhật Bản, quốc gia có nhiều loại giải thưởng, tác phẩm đoạt giải và người đoạt giải khác nhau và đa dạng, nó có một xu hướng riêng và nhận được sự ủng hộ nhất định từ người hâm mộ điện ảnh.
Qua mỗi năm tài chính, giải thưởng được công bố vào cuối tháng 3 khi kết thúc năm tài chính và lễ trao giải sẽ được tổ chức từ tháng 4 đến tháng 5. Giải thưởng lần thứ 28 được công bố vào tháng 5 và lễ trao giải được tổ chức vào cuối tháng.

## Các nhà đoạt giải

### Thập niên 1990
1991 (Giải phê bình điện ảnh Nhật Bản lần đầu tiên)
- Hình ảnh Đẹp nhất: My Sons (Director: Yoji Yamada)
- Đạo diễn Hay nhất: Naoto Takenaka
- Nam diễn viên Hay nhất: Rentarō Mikuni
- Nữ diễn viên Hay nhất: Yuki Kudō
- Best Newcomer: Shinsuke Shimada
- Special Award: Osamu Takizawa [ja] (滝沢 一?)
- Giải thưởng Bạch kim: Keisuke Kinoshita

1992
- Hình ảnh Đẹp nhất: Seishun Dendekeke Desdeke
- Đạo diễn Hay nhất: Kaneto Shindo
- Nam diễn viên Hay nhất: Takehiro Murata
- Nữ diễn viên Hay nhất: Yoshiko Mita

1993
- Hình ảnh Đẹp nhất: To Die at the Hospital
- Đạo diễn Hay nhất: Kōichi Saitō
- Nam diễn viên Hay nhất: Ken Tanaka
- Nữ diễn viên Hay nhất: Kyōko Kagawa, Emi Wakui, Junko Ikeuchi

1994
- Hình ảnh Đẹp nhất: A Dedicated Life
- Đạo diễn Hay nhất: Tatsumi Kumashiro, Ryūichi Hiroki
- Nam diễn viên Hay nhất: Eiji Okuda
- Nữ diễn viên Hay nhất: Tomoko Yamaguchi

1995
- Hình ảnh Đẹp nhất: A Last Note
- Đạo diễn Hay nhất: Makoto Shīna
- Nam diễn viên Hay nhất: Eiji Okuda
- Nữ diễn viên Hay nhất: Kumiko Akiyoshi

1996
- Hình ảnh Đẹp nhất: Village of Dreams
- Đạo diễn Hay nhất: Yoshimitsu Morita
- Nam diễn viên Hay nhất: Kōji Yakusho
- Nữ diễn viên Hay nhất: Mieko Harada
- Best Newcomer: Masanobu Andō

1997
- Hình ảnh Đẹp nhất: Moonlight Serenade
- Đạo diễn Hay nhất: Masahiro Shinoda
- Nam diễn viên Hay nhất: Akira Emoto
- Nữ diễn viên Hay nhất: Kyōka Suzuki

1998
- Hình ảnh Đẹp nhất: Kizuna
- Đạo diễn Hay nhất: Takeshi Kitano
- Nam diễn viên Hay nhất: Ken Watanabe
- Nữ diễn viên Hay nhất: Takako Matsu

1999
- Hình ảnh Đẹp nhất: Coquille
- Đạo diễn Hay nhất: Masahiro Shinoda, Nagisa Oshima
- Nam diễn viên Hay nhất: Tomokazu Miura
- Nữ diễn viên Hay nhất: Jun Fubuki, Kyōka Suzuki

### Thập niên 2000
2000
- Hình ảnh Đẹp nhất: Zawazawa ShimoKitazawa
- Đạo diễn Hay nhất: Ryūichi Hiroki, Kazuo Kuroki
- Nam diễn viên Hay nhất: Yoshio Harada
- Nữ diễn viên Hay nhất: Hitomi Kuroki

2001
- Hình ảnh Đẹp nhất: Black Summer in Japan: False Charges
- Đạo diễn Hay nhất: Isao Yukisada
- Nam diễn viên Hay nhất: Yōsuke Kubozuka
- Nữ diễn viên Hay nhất: Yui Natsukawa
- Nam diễn viên phụ Hay nhất: Tarō Yamamoto
- Nữ diễn viên phụ Hay nhất: Mitsuko Baisho, Sayoko Ninomiya

2002
- Hình ảnh Đẹp nhất: KT
- Đạo diễn Hay nhất: Yoichi Sai
- Nam diễn viên Hay nhất: Kōichi Satō, Masaya Kato
- Nữ diễn viên Hay nhất: Rie Miyazawa
- Nam diễn viên phụ Hay nhất: Ryo Ishibashi
- Nữ diễn viên phụ Hay nhất: Kyōko Kagawa

2003
- Hình ảnh Đẹp nhất: Chúa tể Warabi
- Đạo diễn Hay nhất: Toyohisa Araki
- Nam diễn viên Hay nhất: Masahiko Tsugawa
- Nữ diễn viên Hay nhất: Shinobu Terajima, Yūko Takeuchi
- Nam diễn viên phụ Hay nhất: Ken Watanabe, Teruyuki Kagawa
- Nữ diễn viên phụ Hay nhất: Hitomi Nakahara

2004
- Hình ảnh Đẹp nhất: Swing Girls
- Đạo diễn Hay nhất: Nobuhiko Obayashi
- Nam diễn viên Hay nhất: Ken Matsudaira
- Nữ diễn viên Hay nhất: Kumiko Akiyoshi
- Nam diễn viên phụ Hay nhất: Masaya Takahashi
- Nữ diễn viên phụ Hay nhất: Anna Tsuchiya
- Rookie of the Year: Kamiki Ryunosuke

2005
- Hình ảnh Đẹp nhất: Curtain Call
- Đạo diễn Hay nhất: Mitsuo Kurotsuchi
- Nam diễn viên Hay nhất: Kataoka Ainosuke VI, Ichikawa Somegorō VII
- Nữ diễn viên Hay nhất: Yūko Tanaka
- Nam diễn viên phụ Hay nhất: Takashi Sasano, Sansei Shiomi
- Nữ diễn viên phụ Hay nhất: Haruka Igawa

2006
- Hình ảnh Đẹp nhất: The Professor's Beloved Equation
- Đạo diễn Hay nhất: Eiji Okuda
- Nam diễn viên Hay nhất: Kenji Sawada
- Nữ diễn viên Hay nhất: Eri Fukatsu
- Nam diễn viên phụ Hay nhất: Tsuyoshi Ihara
- Nữ diễn viên phụ Hay nhất: Kirin Kiki, Hula Girls

2007
- Hình ảnh Đẹp nhất: Town of Evening Calm, Country of Cherry Blossoms
- Đạo diễn Hay nhất: Kichitaro Negishi
- Nam diễn viên Hay nhất: Shun Oguri
- Nữ diễn viên Hay nhất: Yūko Takeuchi
- Nam diễn viên phụ Hay nhất: Kyosuke Yabe
- Nữ diễn viên phụ Hay nhất: Hiromi Nagasaku, Keiko Takahashi

2008
- Hình ảnh Đẹp nhất: United Red Army
- Đạo diễn Hay nhất: Yōjirō Takita
- Nam diễn viên Hay nhất: Noriyuki Higashiyama
- Nữ diễn viên Hay nhất: Eiko Koike
- Nam diễn viên phụ Hay nhất: Ittoku Kishibe
- Nữ diễn viên phụ Hay nhất: Maki Sakai

2009
- Hình ảnh Đẹp nhất: Feel the Wind
- Đạo diễn Hay nhất: Kichitaro Negishi
- Nam diễn viên Hay nhất: Akira Terao
- Nữ diễn viên Hay nhất: Hiroko Yakushimaru
- Nam diễn viên phụ Hay nhất: Renji Ishibashi
- Nữ diễn viên phụ Hay nhất: Kaoru Yachigusa

### Thập niên 2010
2010
- Hình ảnh Đẹp nhất: Haru's Journey
- Đạo diễn Hay nhất: Yōichi Higashi
- Nam diễn viên Hay nhất: Dai Watanabe, Masatoshi Nagase
- Nữ diễn viên Hay nhất: Yuki Uchida, Hiromi Nagasaku
- Nam diễn viên phụ Hay nhất: Teruyuki Kagawa, Yūsuke Iseya
- Nữ diễn viên phụ Hay nhất: Keiko Matsuzaka

2011
- Hình ảnh Đẹp nhất: Someday
- Đạo diễn Hay nhất: Izuru Narushima
- Nam diễn viên Hay nhất: Tomokazu Miura
- Nữ diễn viên Hay nhất: Shinobu Otake
- Nam diễn viên phụ Hay nhất: Kataoka Ainosuke VI
- Nữ diễn viên phụ Hay nhất: Nobuko Miyamoto

2012
- Hình ảnh Đẹp nhất: Key of Life
- Đạo diễn Hay nhất: Takeshi Kitano
- Phim truyện Hoạt hình Hay nhất: Wolf Children
- Đạo diễn Hoạt hình Hay nhất: Hideaki Anno
- Nam diễn viên Hay nhất: Tori Matsuzaka
- Nữ diễn viên Hay nhất: Sakura Ando
- Nam diễn viên phụ Hay nhất: Takao Osawa
- Nữ diễn viên phụ Hay nhất: Chieko Matsubara

2013
- Hình ảnh Đẹp nhất: The Great Passage
- Đạo diễn Hay nhất: Keisuke Yoshida
- Phim truyện Hoạt hình Hay nhất: The Tale of the Princess Kaguya
- Đạo diễn Hoạt hình Hay nhất: Isao Takahata
- Nam diễn viên Hay nhất: Ryuhei Matsuda
- Nữ diễn viên Hay nhất: Kumiko Asō
- Nam diễn viên phụ Hay nhất: Lily Franky
- Nữ diễn viên phụ Hay nhất: Ran Ito

2014
- Hình ảnh Đẹp nhất: 0.5 mm
- Đạo diễn Hay nhất: Mipo O
- Phim truyện Hoạt hình Hay nhất: Expelled from Paradise
- Đạo diễn Hoạt hình Hay nhất: Hiromasa Yonebayashi
- Nam diễn viên Hay nhất: Gō Ayano
- Nữ diễn viên Hay nhất: Sakura Ando
- Nam diễn viên phụ Hay nhất: Masaki Suda
- Nữ diễn viên phụ Hay nhất: Chizuru Ikewaki

2015
- Hình ảnh Đẹp nhất: Solomon's Perjury
- Đạo diễn Hay nhất: Hitoshi Ōne
- Phim truyện Hoạt hình Hay nhất: The Boy and the Beast
- Đạo diễn Hoạt hình Hay nhất: Masakazu Hashimoto
- Nam diễn viên Hay nhất: Tadanobu Asano
- Nữ diễn viên Hay nhất: Mikako Tabe
- Nam diễn viên phụ Hay nhất: Atsushi Itō
- Nữ diễn viên phụ Hay nhất: Hikari Mitsushima

2016
- Hình ảnh Đẹp nhất: Her Love Boils Bathwater
- Đạo diễn Hay nhất: Ryōta Nakano
- Phim truyện Hoạt hình Hay nhất: A Silent Voice
- Đạo diễn Hoạt hình Hay nhất: Makoto Shinkai
- Nam diễn viên Hay nhất: Kaoru Kobayashi
- Nữ diễn viên Hay nhất: Rie Miyazawa
- Nam diễn viên phụ Hay nhất: Masahiro Higashide
- Nữ diễn viên phụ Hay nhất: Hana Sugisaki

2017
- Hình ảnh Đẹp nhất: The Third Murder
- Đạo diễn Hay nhất: Nobuhiko Obayashi
- Phim truyện Hoạt hình Hay nhất: Night Is Short, Walk On Girl
- Đạo diễn Hoạt hình Hay nhất:
- Nam diễn viên Hay nhất: Kimura Takuya
- Nữ diễn viên Hay nhất: Hikari Mitsushima
- Nam diễn viên phụ Hay nhất: Sansei Shiomi
- Nữ diễn viên phụ Hay nhất: Tae Kimura

2018
- Hình ảnh Đẹp nhất: Yakiniku Doragon
- Đạo diễn Hay nhất: Kazuya Shiraishi
- Phim truyện Hoạt hình Hay nhất: Okko's Inn
- Đạo diễn Hoạt hình Hay nhất:
- Nam diễn viên Hay nhất: Tasuku Emoto
- Nữ diễn viên Hay nhất: Shizuka Ishibashi
- Nam diễn viên phụ Hay nhất: Kan'ichiro Sato
- Nữ diễn viên phụ Hay nhất: Tomochika

2019
- Hình ảnh Đẹp nhất: Just Only Love
- Đạo diễn Hay nhất: Haruhiko Arai
- Phim truyện Hoạt hình Hay nhất: Sumikko Gurashi The Movie - The Pop-up Book and the Secret Child
- Đạo diễn Hoạt hình Hay nhất:
- Nam diễn viên Hay nhất: Shotaro Mamiya
- Nữ diễn viên Hay nhất: Erika Toda
- Nam diễn viên phụ Hay nhất: Yōsuke Kubozuka
- Nữ diễn viên phụ Hay nhất: Sairi Ito

2020
- Hình ảnh Đẹp nhất: Child of the Stars
- Đạo diễn Hay nhất: Akiko Oku
- Phim truyện Hoạt hình Hay nhất: GON, THE LITTLE FOX -
- Đạo diễn Hoạt hình Hay nhất:
- Nam diễn viên Hay nhất: Nakamura Baijaku II, Kanji Tsuda
- Nữ diễn viên Hay nhất: Non
- Nam diễn viên phụ Hay nhất: Shohei Uno
- Nữ diễn viên phụ Hay nhất: Miyoko Asada